# La Libertad, Lempira
La Libertad är en ort i Honduras.   Den ligger i departementet Departamento de Lempira, i den västra delen av landet, 170 km nordväst om huvudstaden Tegucigalpa. La Libertad ligger 976 meter över havet och antalet invånare är 1 444.
Terrängen runt La Libertad är huvudsakligen kuperad, men söderut är den bergig. Runt La Libertad är det ganska tätbefolkat, med 78 invånare per kvadratkilometer. Närmaste större samhälle är Talgua, 16,7 km sydväst om La Libertad.  